# Zerain
Zerain község Spanyolországban, Gipuzkoa tartományban. Zerain Legazpi, Mutiloa, Segura és Zegama községekkel határos. Lakosainak száma 280 fő (2024).

## Népesség
A település népessége az utóbbi években az alábbiak szerint változott:
| Lakosok száma | 247  | 249  | 244  | 243  | 257  | 263  | 255  | 259  | 282  | 280  |
|               | 2001 | 2004 | 2006 | 2009 | 2011 | 2014 | 2016 | 2019 | 2021 | 2024 |